# Europese weg 512
De Europese weg 512 of E512 is een Europese weg die loopt van Remiremont in Frankrijk naar Mulhouse in Frankrijk.

## Algemeen
De Europese weg 512 is een Klasse B-verbindingsweg en verbindt het Franse Remiremont met het Franse Mulhouse en komt hiermee op een afstand van ongeveer 80 kilometer. De route is door de UNECE als volgt vastgelegd: Remiremont - Mulhouse. De weg volgt de Franse N66.